# Црква Светог великомученика Прокопија у Големом Селу
Црква Светог великомученика Прокопија у Големом Селу, насељеном месту на територији града Врања, православни је храм који припада Епархији врањској Српске православне цркве.
Црква посвећена Светом великомученику Прокопију подигнута је 1876. године, средствима мештана и заузимањем јереја Васе Поповића.
Освећење је извршио Епископ нишки Виктор, 14. августа 1878. године, како стоји на натпису на западном зиду цркве, изнад улазних врата.У цркви се налази иконостас са 40 икона.
Црква је обнављана у више наврата, а последња обнова била је 2015. и 2016. године.